# Epidendrum gibbosum
Epidendrum gibbosum är en orkidéart som beskrevs av Louis Otho Otto Williams. Epidendrum gibbosum ingår i släktet Epidendrum och familjen orkidéer.
Artens utbredningsområde är Panamá. Inga underarter finns listade i Catalogue of Life.